# 布斯伐利亞鎮區 (北達科他州福斯特縣)
布斯伐利亞鎮區（英語：Bucephalia Township）是位於美國北達科他州福斯特縣的一個鎮區。

## 地方資料
布斯伐利亞鎮區的面積為93.46平方千米，當中陸地面積為91.76平方千米，而水域面積為1.70平方千米。根據2020年美國人口普查的數據，當地共有人口34人，而人口密度為每平方千米0.36人。